# 阿耳古瑞平原
阿耳古瑞平原坐落於火星南半球的阿耳古瑞撞擊盆地中，約800公里寬。介於南緯42.7度－56.7度、東經306度－327度，中心在49°41′S 316°00′E / 49.68°S 316.0°E。名稱來自於1877年喬范尼·斯基亞帕雷利所繪的火星地圖，是希臘神話中東方的一座銀島。
整個阿耳古瑞撞擊構造有約1400公里寬，比周圍深約4公里，是火星上僅次於希臘平原的第二大撞擊盆地。形成於39億年前後期重轟炸期一顆小行星撞擊。沒有一般撞擊坑完整的環形山邊緣，而是成同心圓狀、放射狀的破碎山體，如南半邊的查瑞腾山脉和北半邊的涅瑞伊德山脉。
有三條峽谷（苏里尤斯峡谷、泽盖峡谷和帕拉科帕斯峡谷）從南側和東側穿過破碎山體流入盆地，這些可能是在溫暖的諾亞代時，南極冰冠底部水受壓融化而流出（就像現在的地球南極洲），往北方撞擊坑等低處流入，包含阿耳古瑞平原，形成湖泊。現今阿耳古瑞平原底部覆蓋著易碎的物質，可能就是湖泊沉積物。之後這些水則自盆地北方流出，經過海耳撞击坑、邦德撞擊坑、乌兹博伊峡谷、霍尔登撞击坑、拉冬峡谷群，和一些現今所見的混沌地形，最後經由阿瑞斯谷流入克里斯平原。有另一條較小較新的流出峽谷尼亞峽谷，似乎是形成於亞馬遜代，也就是充滿水的時代結束之後。

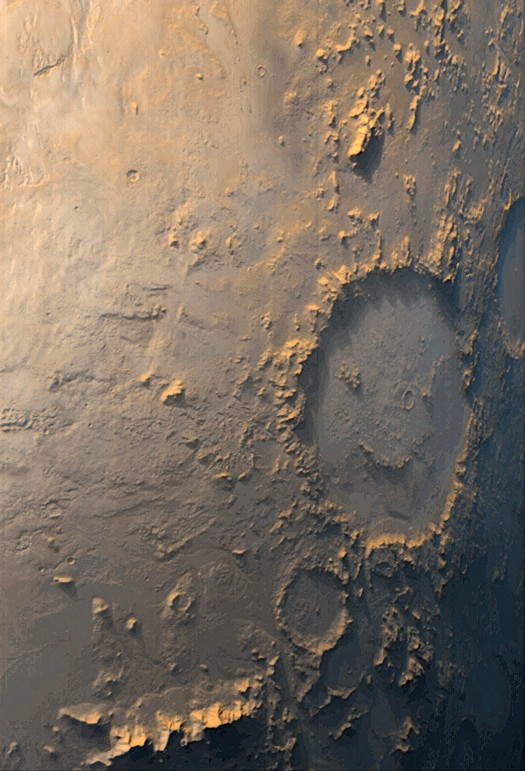
伽勒撞擊坑

阿耳古瑞平原東側有一個直徑230公里的伽勒撞擊坑，位在50°53′S 329°06′E / 50.88°S 329.1°E，非常像一個笑臉。